# Acireale
Acireale ([ˌAtʃireˈaːle]; sicilsky Jaciriali, zkracováno Jaci nebo Aci) je italské pobřežní město v severovýchodní části Metropolitního města Katánie na Sicílii. Nachází se na úpatí sopky Etny na pobřeží obráceném k Jónskému moři. Je zde mnoho kostelů včetně novogotické baziliky sv. Petra, baziliky sv. Šebestiána v sicilském barokním stylu a katedrály ze 17. století s kněžským seminářem. Acireale je také známá výtvarným uměním: nachází se zde nejstarší umělecká akademie na Sicílii Accademia dei Dafnici e degli Zelanti. Město je antického původu. Roku 1169 bylo zničeno zemětřesením, znovu vybudováno o kus dál koncem 14. století, opět téměř zničeno zemětřesením 1693 a znovu vystavěno.